# Giraud de Thouars
Pour les articles homonymes, voir Giraud.
Giraud de Thouars (en latin : Giraldus Toarcensis) ou Girard de Thouars, est un moine angevin du XIe siècle, cinquième abbé de l'abbaye Saint-Florent de Saumur de 1013 à 1022.

## Biographie
Élu avec l'appui du comte Eudes II de Blois et de son vassal Gildouin de Saumur, Giraud inaugure sans tarder une administration catastrophique, pratiquant sans vergogne le népotisme et la dilapidation inconsidérée des biens de l'abbaye.
Après avoir dilapidé le riche patrimoine de son abbaye en de scandaleuses largesses envers sa famille, Giraud, pris de remords, décide de faire le pèlerinage de Jérusalem afin d'expier ses fautes, suivi d'un grand nombre de moines. En Asie mineure, alors qu'il fait halte dans une ville de Lycaonie, il est attaqué par une bande de « Sarrasins » qui veulent le voler ; au milieu des mille tourments que lui infligent les bandits, il ne cesse de confesser avec allégresse le nom du Christ et meurt en martyr sous leur sabre en répétant cette invocation : omnes Sancti orate pro nobis. « Ainsi, dit Eusèbe Pavie, nous est parvenu le nom glorieux du premier Angevin qui sous le glaive des Musulmans a arrosé de son sang le théâtre de notre rédemption. ».
L'abbé d'un monastère proche récupéra le corps de Giraud et l'inhuma solennellement dans son monastère.
L'un des compagnons de Giraud, Ansbert, qui avait été blessé au cours de l'attaque, put retourner à l'abbaye Saint-Florent et raconter la mort du martyr.

### Source primaire
- Historia Sancti Florentii Salmurensis (« Histoire de Saint-Florent lès Saumur »), chronique du XIIe siècle .